# Meseta de la Barda Negra
El cráter de la Meseta de la Barda Negra (coordenadas: 39°10′S 69°53′O / -39.167, -69.883), fue hallado en la provincia del Neuquén (Argentina), tras intensas búsquedas desde las imágenes del satélite Landsat, con el objetivo de encontrar otros cráteres aparte de los ya descubiertos en el país (Campo del Cielo y Río Cuarto).
Una exploración realizada por aficionados y estudiantes de geociencia  en el 2019 Diego Barrientos y Humberto Capobianco residentes de la ciudad de Cutral Co con el fin de datar con imágenes el lugar.
Abajo uno de los vídeos de dicha visita 
Wikipedia no permite incluir el vídeo por lo que el usuario en Youtube es humberNQN para ver el vídeo del crater 
Próximamente subirán fotos y otros videos. 

## Características
Desde el satélite se puede observar un cráter de 1,5 km de diámetro, aislado en medio de una enorme meseta basáltica de color marrón.
El cráter de la Meseta de la Barda Negra tiene un borde sobreelevado con respecto al piso de la meseta misma. Esto lleva a la conclusión de que se trata de un cráter explosivo.
Prueba de esto son los bloques rocosos de 50 o 60 m que descansan sobre el cráter o en su borde.